# Procida
Procida is een gemeente en eiland. Procida is onderdeel van de metropolitane stad Napels, wat voor 2015 nog de Italiaanse provincie Napels was. Het ligt in de Italiaanse regio Campanië en telt 10.694 inwoners (31-12-2004). De oppervlakte bedraagt 4,1 km², de bevolkingsdichtheid is 2593.90 inwoners per km².
Het eiland is gelegen in de baai van Napels en is het dichtstbevolkte van de Flegreïsche Eilanden. De Terra Murata is met haar 91 meter het hoogste punt van Procida. Procida staat door een brug in verbinding met het kleine onbewoonde eiland Vivara. Het grootste deel van de eilandbevolking woont in de havenplaatsjes Marina della Corricella en Sancio Cattolico. Procida bestaat dan ook maar uit één, gelijknamige, gemeente.
De geschiedenis van Procida loopt grotendeels gelijk aan die van het buureiland Ischia. Eerst werd het bewoond door de Grieken en Romeinen, vervolgens kwamen de Saracenen en daarna kwam het toe aan Koninkrijk Napels.

## Bezienswaardigheden
- Vivara (natuur)
- Terra Murata (uitzicht en abdij uit 1026)
- De plaats Marina della Corricella

## Externe link

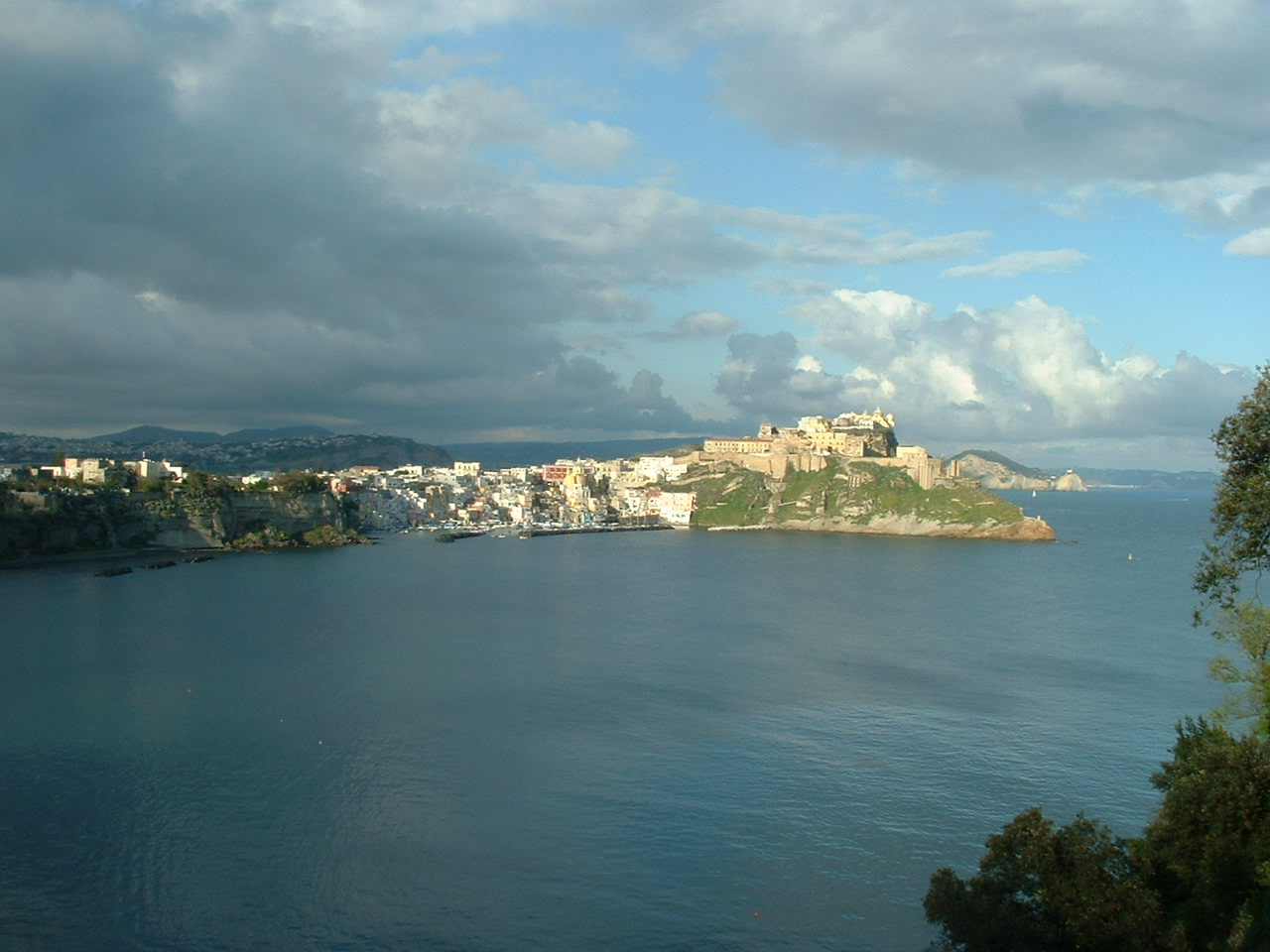
Zicht op Procida